# Steve Earle
Stephen "Steve" Fain Earle é um cantor e compositor americano bem conhecido por suas músicas rock e country, assim como suas visões políticas. Ele também é escritor, um ativista político e tem escrito e dirigido peças. Em seu início de carreira, ele era visto como um salvador da música country e aclamado por alguns como o "novo Bruce Springsteen". Na parte posterior de sua carreira, após ter problemas com a lei, toxicodependência e seus intransigentes pontos de vista, ele se ficou conhecido como "o trovador hardcore".